# Arrhis phyllonyx
Arrhis phyllonyx är en kräftdjursart som först beskrevs av Michael Sars 1858.  Arrhis phyllonyx ingår i släktet Arrhis och familjen Oedicerotidae. Arten är reproducerande i Sverige. Inga underarter finns listade i Catalogue of Life.